# Gonyosoma margaritatum
Gonyosoma margaritatum is een slang uit de familie toornslangachtigen en de onderfamilie Colubrinae.

## Naam en indeling
De wetenschappelijke naam van de soort werd voor het eerst voorgesteld door Wilhelm Peters in 1871. De soort was lange tijd de enige uit het geslacht Gonyophis, maar wordt sinds 2014 tot het geslacht Gonyosoma gerekend.
Oorspronkelijk werd al de wetenschappelijke naam Gonyosoma margaritatum gebruikt maar lange stond de slang bekend onder de naam Gonyophis margaritatus. Deze naam wordt beschouwd als verouderd maar wordt in de literatuur nog veel gebruikt.
De soortaanduiding margaritatum komt uit het Latijn en betekent vrij vertaald 'voorzien van parels, parelachtig'; margarīta = parels.

## Uiterlijke kenmerken
Gonyosoma margaritatus bereikt een lichaamslengte van ongeveer twee meter. Op het midden van het lichaam zijn negentien rijen schubben in de lengte gelegen, de slang heeft 230 tot 249 buikschubben en 108 tot 130 staartschubben.
De slang heeft een overwegend groene kleur aan de voorzijde, de achterzijde heeft een gele tot oranjerode dwarsbandering. Ook achter de kop is een gele tot rode halsband te zien. De schubben hebben een donkere achterrand. De buikzijde is lichtgroen tot witgeel van kleur. Het lijf is langwerpig maar relatief dik, de kop is duidelijk van het lichaam te onderscheiden. De staart is vrij lang ten opzicht van het lijf. De snuitpunt is verlengd, de ogen zijn relatief groot en hebben een ronde pupil. Achter het oog is een zwarte streep aanwezig.

## Levenswijze
'Gonyosoma margaritatus is overdag actief en boombewonend, de slang wordt voornamelijk gevonden in boomkruinen. Over het dieet en de voortplanting is vrijwel niets bekend.

## Verspreiding en habitat
Gonyosoma margaritatus komt voor in delen van Azië en leeft in de landen Maleisië (Sarawak en West-Maleisië) en Singapore (Singapore-eiland). Daarnaast wordt ook Indonesië (Kalimantan) als deel van het verspreidingsgebied vermeld.
De habitat bestaat uit vochtige tropische en subtropische laaglandbossen. De soort is aangetroffen op een hoogte tot ongeveer 700 meter boven zeeniveau.

## Beschermingsstatus
Door de internationale natuurbeschermingsorganisatie IUCN is de beschermingsstatus 'veilig' toegewezen (Least Concern of LC).